# Mhlambanyatsi
Mhlambanyatsi é uma cidade de Essuatíni localizada no distrito de Manzini. Esta localizada a 18 quilômetros da capital, Mbabane.